# Deltapartitivirus
Famille
Espèces de rang inférieur
- espèce-type : Pepper cryptic virus 1

Deltapartitivirus est un genre de virus de la famille des Partitiviridae qui comprend 5 espèces acceptées par l'ICTV, dont l'espèce-type, Pepper cryptic virus 1. Ce sont des virus à ARN à double brin classés dans le groupe III de la classification Baltimore.
Les virus du genre Deltapartitivirus infectent tous des plantes (phytovirus). Le génome de ces virus est segmenté, bipartite, constitué de deux segments d'ARN à double brin, de 3,1 à 3,2 kb au total, dont on suppose qu'ils sont encapsidés individuellement dans des particules séparées.

## Liste des espèces et non-classés
Selon NCBI (7 février 2021) :
- Beet cryptic virus 2
- Beet cryptic virus 3
- Fig cryptic virus
- Pepper cryptic virus 1
- Pepper cryptic virus 2
- non-classés
  - Camellia oleifera cryptic virus 1
  - Medicago sativa deltapartitivirus 1
  - Spinach deltapartitivirus 1